# Pistol Whipped
Pistol Whipped is een Amerikaanse actie-misdaadfilm uit 2008, geregisseerd door Roel Reiné. Met deze film maakte Reiné zijn regiedebuut in de Verenigde Staten.

## Verhaal
Matt Conlin is een ex-politieagent die door zijn gok- en drankverslaving steeds dieper in de schulden komt. Als hij op een dag de geheimzinnige man genaamd 'The Old Man' ontmoet, biedt deze man de oplossing voor zijn financiële problemen. Hiermee moet hij vuile klusjes opknappen dat wel tegen zijn geweten in gaat.

## Rolverdeling
| Acteur                 | Personage   |
| ---------------------- | ----------- |
| Steven Seagal          | Matt Conlin |
| Lance Henriksen        | The Old Man |
| Lydia Jordan           | Becky       |
| Renée Elise Goldsberry | Drea        |
| Blanchard Ryan         | Liz         |
| Arthur J. Nascarella   | Bruno       |
| Paul Calderón          | Blue        |